# إيفان غارسيا سوليس
إيفان غارسيا سوليس (بالإسبانية: Iván García Solís)‏ هو سياسي مكسيكي، ولد في 19 يونيو 1936 في مدينة مكسيكو في المكسيك. حزبياً، نشط في حزب الثورة الديمقراطية. وقد انتخب عضو مجلس النواب المكسيك.